# 制御工学
制御工学（せいぎょこうがく、英：control engineering）とは、入力および出力を持つシステムにおいて、その（状態変数ないし）出力を自由に制御する方法全般にかかわる学問分野を指す。主にフィードバック制御を対象にした工学である。
大別すると、制御工学は、数理モデルに対して主に数学を応用する制御理論と、それを実モデルに適用していく制御応用とからなる。応用分野は機械系、電気系、化学プロセスが中心であるが、ものを操ることに関する問題が含まれれば制御工学の対象となるため、広範な分野と関連がある。

## 制御理論
制御理論は数理モデルを対象とした、主に数学を用いた制御に関係する理論である。
いずれの理論もモデルの表現方法、解析手法（安定性など）、制御系設計方法の三本柱を与える。
多数の制御理論が提唱されているが、主なものは「古典制御論」と「現代制御論」（英: Modern control theory）の2つであり、この他には「ポスト現代制御論」、「知的制御」（英: Intelligent control）がある。
古典制御論は伝達関数と呼ばれる線型の入出力システムとして表された制御対象を中心に、周波数応答などを評価して望みの挙動を達成することを目的とした理論である。一方、現代制御論は状態方程式と呼ばれる一階の常微分方程式として表現された制御対象に対して、種々の数学的な知見を応用して、安定性、時間応答や周波数応答などを評価して望みの挙動を達成することを目的とする理論である。
詳細は下記を参照されたい。
- 制御理論
  - 古典制御論
  - 現代制御論
    - 線型システム論[7]
    - 最適制御理論[8][9][10]

  - ポスト現代制御論

    - H∞制御理論
    - 有限時間整定制御[11]
    - 非線型システム論[12]
    - 適応制御[13][14][15]
    - ハイブリッドシステム
    - モデル予測制御

  - 知的制御
    - ファジィ制御[16][17][18]
    - ニューラルネットワーク制御[19]
    - 遺伝的アルゴリズム、エキスパートシステム

## 歴史
制御工学は以下のような出来事を経て発展した。
- 1788年、ジェームズ・ワットが蒸気機関の回転速度を調整するのに遠心調速機を使用したのが自動制御の始まりと言われる。
- 古典制御 (19世紀～1960）
  - 1868年、ジェームズ・クラーク・マクスウェルによってハンチング現象の理論的解明が行われ、フィードバック制御の安定性問題が考えられていった。
  - エドワード・ラウス (1877)とアドルフ・フルヴィッツ (1895)により、フィードバック制御の安定性問題の解決が与えられた（ラウス・フルビッツの安定判別法）。
  - 20世紀になると産業が発展し自動化に対する要求が高まっていった。そのため、個々の分野で使われてきたフィードバック制御を共通の概念で説明しようとする機運が高まった。
  - 1932年、ハリー・ナイキストの再生理論によって、フィードバック増幅器の安定判別法が与えられた。これはラウス・フルビッツの方法とは異なり周波数特性に基づいている。
  - ヘンドリック W. ボード（英語: Hendrik Wade Bode）はこの周波数特性に基づいた方法を継承し、設計法にまで発展させた。
  - 1950年代後半以降、より大規模・複雑なシステムが制御の対象となり、また制御目的が多様化した。たとえば、定常状態における最適点を逐次探索保持する最適化制御が数理計画法と結びついて発展した。
  - レフ・ポントリャーギンの最大原理 (1956) とリチャード・E・ベルマンの動的計画法 (1956) を基礎に、動的な最適軌道を計算する最適制御理論が構築された。これはロケットの誘導などに用いられる。
- 現代制御 (1960～1980)
  - 1960年代、ルドルフ・カルマンにより、伝達関数による記述からより一般的な状態方程式にもとづく現代制御理論が提案され、線形システム論・多変数制御理論が体系化された。
- ポスト現代制御 (1980～2000)
- 非線形制御 (2000～)

## 分類
制御系には様々な分類がある。
- 自力制御 と 他力制御：操作量を発生させるために必要なエネルギーを制御対象から得るか、補助エネルギー源から得るかによる。
- 工業的応用分野
自動調整被制御量を一定に保つこと（定値制御）を目的とする。
サーボ機構被制御量を、目標値の任意の変化に追従させること（追値制御、追従制御または自動追尾）を目的とする。
プロセス制御定値制御、または複数の被制御量の比率を一定に保つこと（比率制御）を目的とする。
- 連続制御 と サンプル値制御:サンプル値制御においてはz変換などが用いられる。
- 最適化制御 と 最適制御
最適化制御系の定常状態を、最適な（効率や収益が最大化される）状態に保持する制御。手法としては最大傾斜法、頂点保持法など。
最適制御動的最適化のための制御。手法としては最大原理や動的計画法など。

### 制御応用の用語
- サーボ系
- ロボット
- デジタル制御工学
- シーケンス制御
- プロセス制御

### 制御工学の用語
- ボード線図
- ナイキスト線図（ベクトル軌跡）
- ニコルス線図